# Pilgrim : Par le livre et par l'épée
Pour les articles homonymes, voir Pilgrim.
 (mars 2020).
Pilgrim : Par le livre et par l’épée est un jeu vidéo sorti en 1997 et dont le cadre se déroule lors du début de la croisade des Albigeois, au XIIIe siècle. Le jeu s'est librement inspiré du roman Le Pèlerin de Compostelle de Paulo Coelho. Les personnages ont été créés par Moebius.
Il a pour suite La Légende du prophète et de l'assassin et Les Secrets d'Alamût.

## Présentation
Le cadre du jeu se déroule dans le midi de la France et dans une ambiance de catharisme, du Languedoc aux Pyrénées. Le jeu aborde différentes religions, Saint Jacques de Compostelle, Roland de Roncevaux (de La Chanson de Roland) et la route de Compostelle.
Le jeu se tourne vers un manuscrit copte qu'un templier a ramené de croisades.
La philanthropie et le fait de réfléchir comme si l'on était dans la réalité sont des clés de la progression du jeu.
Le jeu n'est pas sans risque : il est possible de perdre la partie. On revient alors au début du dernier lieu en cours.
Une encyclopédie est fournie avec le jeu (Histoire, Vie au Moyen Âge, Religion).

## Synopsis
Lorsque le jeu commence, Simon de Lancroix se rend au chevet d'Adalard, son père mourant. Celui-ci, avant d'expirer, confie à son fils la mission d'aller porter un précieux manuscrit à son ami Petrus, qui vit à Toulouse. La première étape du jeu consiste donc à explorer la bibliothèque du défunt à la recherche de ce manuscrit.
En route pour Toulouse, Simon se retrouve arrêté par un torrent dont le pont s'est effondré. D'autres personnes sont dans la même situation : Aymar, un marchand dont le chariot est en équilibre précaire sur les restes du pont, une troupe de saltimbanques, ainsi qu'un mystérieux ermite accompagné d'une souris. Après avoir sauvé l'attelage du marchand, celui-ci conseille à Simon de trouver Bernard, un autre marchand de Toulouse qui pourra l'aider à trouver Petrus. Puis, une fois l'obstacle franchi, Simon et les saltimbanques se rendent à Toulouse.
Une fois dans la ville (dont les rues sont désertes en raison de la préparation d'une réception chez le prince), Simon part à la recherche de Bernard sur la place du marché, sur laquelle il rencontre un mendiant étrange. Avec l'aide des différents marchands, il trouve la demeure de cet homme, uniquement pour le découvrir mourant dans son lit. Cependant, bien qu'il ne puisse se rappeler qui est Petrus, il conseille à Simon de rencontrer l'abbé Arnault, à l'abbaye de Saint-Sernin[Lequel ?].
Dans l'abbaye, l'abbé se montre hostile au fait que Simon recherche Petrus, et l'enferme dans un cachot. Dans sa cellule, Simon apprend de son codétenu que la seule sortie mène à un labyrinthe. L'étape suivante consiste donc à traverser ce labyrinthe et à déjouer ses pièges en résolvant ses énigmes (la plupart liées à la connaissance de la Bible).
Une fois sortie du labyrinthe de Saint-Sernin, Simon parvient à rejoindre la réception organisée au palais. Il y retrouve les saltimbanques rencontrés près du pont. Mais sans leur chef qui est tombé malade, ils demandent l'aide de Simon pour le numéro qu'ils doivent jouer. Détail intéressant : Simon n'est pas insensible aux charmes d'Isabeau, la funambule du groupe. Devant l'exécution de ce numéro, le conseiller du prince se montre satisfait, et révèle alors qu'il est Petrus. Plus tard, il explique à Simon qu'Adalard était le maître d'une organisation secrète appelée "La Tradition", envers laquelle l'Église se montre méfiante, surtout en cette période où elle est prête à affronter les Cathares dans la région.
Petrus emmène ensuite Simon au-delà des Pyrénées, et lui enseigne les secrets de la Tradition (un cheminement spirituel que Paulo Coelho détaille dans Le Pèlerin de Compostelle). Ils font halte à Roncevaux, où ils rencontrent Diego d'Osma, légat du Pape Innocent III et inquisiteur. D'Osma se montre curieux quant aux voyageurs, et décide de les garder à l'œil. Puis, Petrus enjoint Simon de trouver l'épée Durandal, la légendaire épée de Roland, perdue à Roncevaux.
Une fois l'épée trouvée, les voyageurs se rendent près d'un torrent, dont l'unique pont est gardé par un démon nommé Hadès. Ils y rencontrent William, un chevalier anglais revenu des Croisades, visiblement hanté par les actes sanguinaires dont il s'est rendu coupable là-bas. Il tente de vaincre Hadès, mais y laisse sa peau. Alors, Simon, armé de Durandal, s'avance vers le monstre.
Celui-ci lui demande uniquement l'épée, mais Simon la jette dans le torrent, poussant Hadès à plonger à sa suite, et ainsi à se noyer. Puis, Simon libère Isabeau, capturée par Hadès peu après la fête à Toulouse.
Les voyageurs font ensuite halte dans un hameau, dont les habitants n'osent pas approcher leur maison qui serait hantée. Simon entre donc, et rencontre le fantôme d'une femme tourmentée, qui aurait été injustement accusée de sorcellerie et brûlée. La persuadant d'oublier sa soif de vengeance envers les villageois, il lui permet de partir en paix.
L'étape suivante emmène Simon, seul cette fois-ci, dans une chapelle abandonnée, où il doit rechercher un pendentif perdu. Puis, il fait route vers la commanderie templière où vit Marc, le templier qui aurait ramené le manuscrit de la Terre sainte. Cette commanderie est cependant en ruine, et Simon doit délivrer des décombres non seulement Marc, mais également Diego d'Osma, qui révèle alors qu'il poursuivait le manuscrit, non pas pour le détruire comme une menace pour la Chrétienté, mais parce que le Pape voulait en prendre connaissance. Marc confirme également que d'Osma fut autrefois membre de la Tradition.
Le voyage de Simon l'emmène finalement près d'une maison s'élevant dans les cieux, et dont la forme architecturale et la structure défient les lois de la physique et de la logique. Son propriétaire, un magicien nommé Bélibaste, accueille Simon, qui reconnait en lui l'ermite à la souris ainsi que le mendiant de Toulouse. Bélibaste compte faire de lui le successeur d'Adalard à la tête de la Tradition, mais doit le soumettre d'abord à des épreuves.
Simon est emmené dans un monde parallèle, où vivent trois rois. Ces rois, connus comme étant les rois du Savoir, de la Foi et de la Force (ils prennent respectivement les visages d'Adalard, Diego d'Osma et de Marc), se neutralisent les uns les autres en postant des esprits à la porte des chambres de leurs rivaux (ces esprits sont respectivement le Fou, le Païen et le Faible). Simon a donc pour but d'éliminer ces esprits afin de permettre à ces rois de régner librement.
L'épreuve se conclut par la mort de Simon, qui se réveille dans les Limbes (c'est-à-dire l'Au-Delà entre Paradis et Enfer). Hadès l'y attend, et lui révèle que sa volonté est de ne faire qu'un avec lui. Ils jouent leurs destins aux échecs, et la victoire de Simon le ramène dans le monde vivant, chez Bélibaste. Le jeu se termine par une ultime énigme posée par le magicien, Petrus et Marc. La fin est alternative, laissant à Simon le choix entre succéder à son père ou aller vivre avec Isabeau.

## Interface
- Les graphismes se font de cadres en cadres à la première personne (clic - vue 1 - clic - vue 2, etc).
- 3 menus:
  - le sac, dans lequel figurent les objets acquis
  - les personnes, dans lequel figurent les personnes connues ou recherchées
  - les éléments, dans lequel figurent en majorité les objets que l’on a vu ou dont on a entendu parler et auxquels on porte intérêt, mais non acquis

## Les différents niveaux
- La bibliothèque d'Adalar
- Le pont effondré
- Les portes de Toulouse
- La place du marché
- L’abbaye de Saint-Sernin
- Les geôles de Saint-Sernin
  - Le cachot
  - Première salle du labyrinthe
  - Deuxième salle contenant des mécanismes à activer
  - Troisième salle, salle circulaire décorée de fresques représentant les plaies d'Égypte et le Décalogue
- La salle du banquet
- La colline d'Ipenta
- Roncevaux
- Le pont et le hameau
- La chapelle abandonnée
- La commanderie en ruine
- La maison de Bélibaste
  - Le labyrinthe
  - Les quatre statues
    - Les trois rois et esprits
    - Les limbes

  - L’initiation

## Personnages

### Personnages principaux
- Simon de Lancroix, jeune homme à l'esprit aiguisé, le personnage que le joueur incarne
- Adalard de Lancroix, père de Simon, qui lui confie le mystérieux manuscrit, ainsi que sa mission juste avant de mourir
- Petrus, le guide de Simon et ami de son père
- Hadès, principal ennemi de Simon.
- Diego d'Osma, légat du Pape, inquisiteur
- William, croisé anglais
- Marc, templier ayant ramené des Croisades le mystérieux manuscrit copte
- Bélibaste, mystérieux personnage, qui se déguise en plusieurs personnes avant de dévoiler sa vraie identité
- Saint Jacques de Compostelle; ses effigies guident parfois Simon.

### Les Saltimbanques
- Potronus, chef de la troupe saltimbanque, illusionniste et ingénieur en mécanismes originaux
- Isabeau, saltimbanque funambule, amour de Simon
- Pablo, saltimbanque espagnol, lanceur de poignards

### Marchands de Toulouse
- Aymard, marchand voyageur
- Bernard, riche marchand et ami d'Aymard, employant une femme de maison
- Le marchand de parfums, commerçant à l'extérieur de la ville
- Le forgeron, artisan à l'extérieur de la ville
- Le boulanger, brave homme affairé
- L'ouvrier sur soie, ancien serf devenu artisan
- Le savetier, marchand généreux
- Le tailleur, marchand avare, tirant profit des situations
- Le changeur, homme malhonnête, gardant pour lui la plus grande part
- Le luthier, homme bon et sage
- Le coutelier, homme misanthrope

### Autres personnages
- Le garde de la porte de Toulouse, refusant l'accès à la ville
- Une cliente "de grande vertu", que Simon envoie "distraire" le garde cité précédemment
- Un croisé espagnol sans épée
- Deux gardes barrant la sortie de la place du marché
- L'abbé Arnault
- Un moine de Saint-Sernin
- Un prisonnier mourant dans le cachot de Saint-Sernin
- Le moine d'un repère obscur à Roncevaux
- Un ange messager apparaissant à Roncevaux
- Le couple habitant une maison hantée
- Le fantôme d'une femme
- Trois rois :
  - Le roi du Savoir
  - Le roi de la Foi
  - Le roi de la Force
- Trois esprits :
  - Le Fou
  - Le Païen
  - Le Faible

Sont également cités :
- Pierre de Castelnau
- Innocent III
- Roland

## Support
Dans le premier CD, un fichier d'aide comportant :
- la trame du jeu
- l'interface du jeu
- toutes les solutions détaillées

## Musique
La majorité des musiques d'ambiance ne sont pas créées pour le jeu, mais sont empruntées : musiques médiévales (cornemuse, tambourin, guitare, mandoline…), chœurs… Ainsi, on peut reconnaître :
- le tout début de Titan, la première symphonie (mouvement Langsam, schleppend ~ Lentement, traînant) de Mahler (dernière scène de l'introduction et les geôles de Saint-Sernin, sixième lieu du jeu)
- un extrait de l'étude en si mineur de Fernando Sor (la bibliothèque, premier lieu du jeu) - musique figurant de même dans le jeu vidéo Pompéi
- Asturias (Leyenda), un morceau de musique extrait de la Suite espagnole et plus exactement du prélude des Chants d'Espagne, écrit par Isaac Albéniz pour piano puis transcrit pour guitare à de nombreuses reprises, lors de la vidéo du départ de Simon
- l'air de Greensleeves (air de la chanson "What child is this ?", traduite en français par "Quel est l'enfant ?"), devant la porte de Toulouse, troisième lieu du jeu

## Remarques
- En dehors des livres de Paulo Coelho, on retrouve le nom Simon de Lancroix dans le jeu La Légende du prophète et de l'assassin (également d'après un roman de Paulo Coelho et développé par Arxel Tribe), mais il s'agit seulement d'un clin d'œil : ce sont deux personnages distincts.

- Les personnages ont été dessinés par Moebius.
- La charte graphique et la direction artistique sont de Nicolas Fructus.